# Exarchat apostolique d'Allemagne et de Scandinavie des Ukrainiens
L'exarchat apostolique d'Allemagne et de Scandinavie (en latin : exarchatus apostolicus Germaniae et Scandiae ; en allemand : Apostolisches Exarchat für Deutschland und Skandinavien ; en ukrainien : Апостольський екзархат у Німеччині та Скандинавії) est une église particulière de l'Église grecque-catholique ukrainienne, une des Églises catholiques orientales en communion avec l'Église latine.
Créé le 17 avril 1959, son siège est à Munich.
L'exarque apostolique actuel est l'évêque Petro Kryk.
En 2003, l'exarchat comportait 23 paroisses.

## Liste des exarques d'Allemagne et de Scandinavie
- Platon V. Kornyljak (du 17 avril 1959 au 16 décembre 1996)
- administrateur apostolique Michel Hrynchyshyn (du 16 décembre 1996 au 20 novembre 2000)

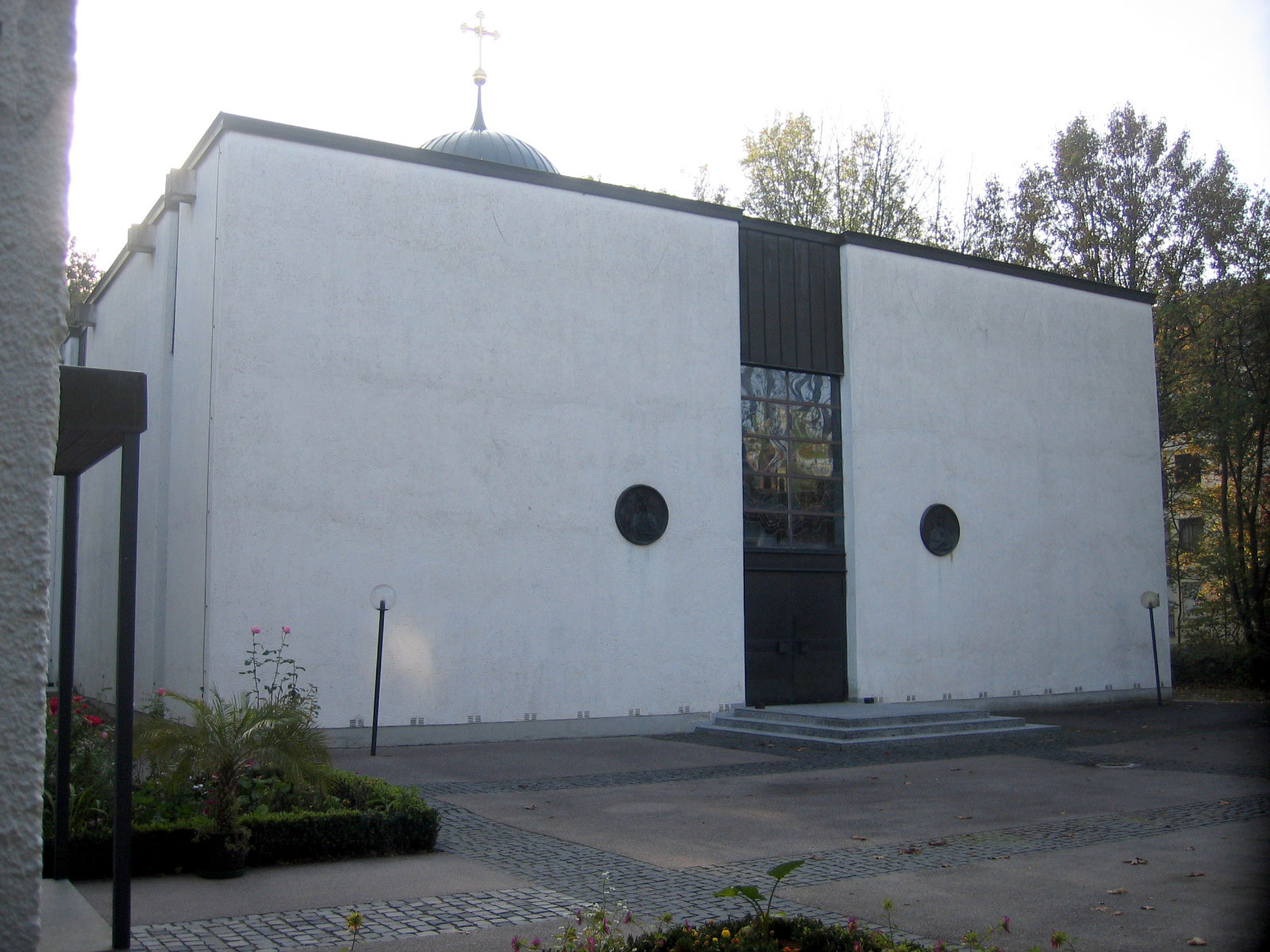
Cathédrale de l'Exarchie apostolique pour les ukrainiens catholiques de rite byzantin en Allemagne et en Scandinavie de l'Intercession-de-la-Mère-de-Dieu-et-de-Saint-André à Untergiesing-Harlaching, Munich.

- Petro Kryk (du 20 novembre 2000 au 18 février 2021)
- Bohdan Dsjurach (de) (depuis le 18 février 2021)